# Isola di San Lorenzo
L'isola di San Lorenzo (St. Lawrence Island) si trova ad ovest dell'Alaska (Stati Uniti d'America) nel mare di Bering, fa parte dell'Alaska anche se è più vicina alla Russia.

## Geografia fisica
L'isola fa parte della Census Area di Nome; lunga 145 km e larga dai 13 ai 36 km, con una superficie complessiva di 4.640 km², è la 6ª isola degli Stati Uniti per dimensione e la 113ª al mondo. Non ha alberi e la sola pianta legnosa presente è il salice artico che riesce a crescere solo circa fino a 30 cm.
Nell'isola abbondano però gli uccelli marini e alcuni mammiferi marini soprattutto grazie alla corrente di Anadyr, fredda e ricca di nutrienti.
Secondo il censimento del 2010 nell'isola abitano circa 1.352 persone.

## Storia
L'isola veniva chiamata Sivuqaq dagli Yupik che ci vivevano; ha preso poi il nome moderno dall'esploratore russo/danese Vitus Bering che la visitò proprio il giorno di San Lorenzo, il 10 agosto, nel 1728. L'isola è stato il primo posto in Alaska ad esser visitato da esploratori europei.